# Agno (Pangasinan)
Agno is een gemeente in de Filipijnse provincie Pangasinan op het eiland Luzon. Bij de laatste census in 2007 had de gemeente ruim 26 duizend inwoners.

## Geografie

### Bestuurlijke indeling
Agno is onderverdeeld in de volgende 17 barangays:
| - Allabon - Aloleng - Bangan-Oda - Baruan - Boboy - Cayungnan - Dangley - Gayusan - Macaboboni | - Magsaysay - Namatucan - Patar - Poblacion East - Poblacion West - San Juan - Tupa - Viga |

## Demografie
Agno had bij de census van 2007 een inwoneraantal van 26.023 mensen. Dit zijn 946 mensen (3,8%) meer dan bij de vorige census van 2000. De gemiddelde jaarlijkse groei komt daarmee uit op 0,51%, hetgeen lager is dan het landelijk jaarlijks gemiddelde over deze periode (2,04%).